# Trachurus
Trachurus é um género de peixes marinhos da família Carangidae.  A espécie tipo do género é o Trachurus trachurus, uma espécie de carapau do Oceano Atlântico.  O nome do género deriva do grego clássico trachys, "áspero", e oura, "cauda". O género é objecto de importante pescaria, estando algumas das espécies que o integram sujeitas a sobrepesca, com capturas muito para além do nível de sustentabilidade das populações.

## Espécies
O género Trachurus inclui, entre outras, as seguintes espécies:
- Trachurus aleevi Rytov & Razumovsya, 1984.
- Trachurus capensis Castelnau, 1861.
- Trachurus declivis (Jenyns, 1841).
- Trachurus delagoa Nekrasov, 1970.
- Trachurus indicus (Cuvier, 1833).
- Trachurus japonicus (Temminck & Schlegel, 1844).
- Trachurus lathami Nichols, 1920.
- Trachurus longimanus (Norman, 1935).
- Trachurus mediterraneus Steindachner, 1868.
- Trachurus murphyi Nichols, 1920.
- Trachurus novaezelandiae Richardson, 1843.
- Trachurus picturatus (Bowdich, 1825).
- Trachurus symmetricus (Ayres, 1855).
- Trachurus trachurus (Linnaeus, 1758).
- Trachurus trecae Cadenat, 1950.